# Julius Tafel

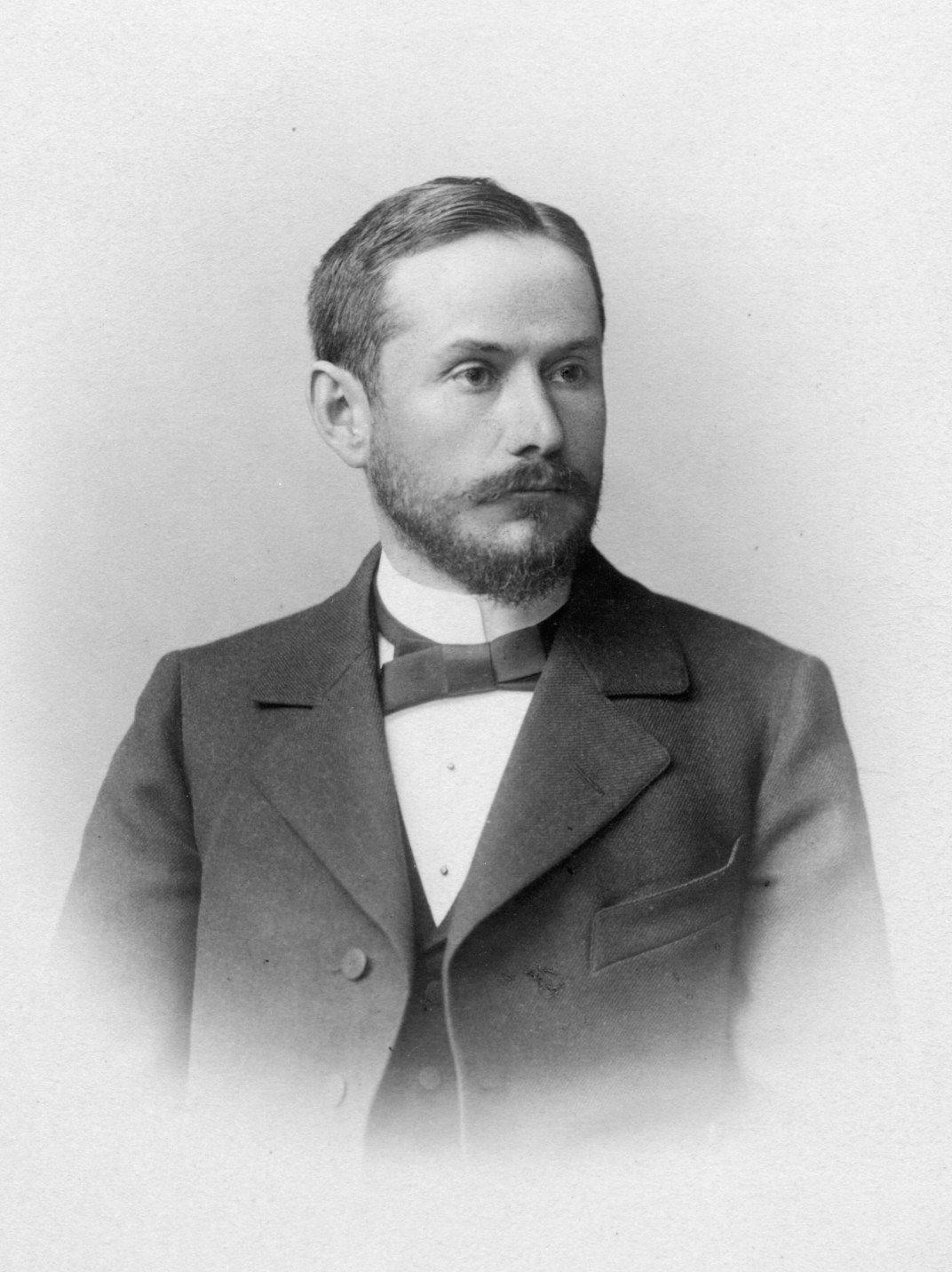
Julius Tafel

Julius Tafel (ur. 2 czerwca 1862 w Courrendlin, zm. 2 września 1918 w Monachium) – chemik szwajcarski, jeden z pionierów współczesnej elektrochemii.
Pracował z Emilem Fischerem, a następnie z Wilhelmem Ostwaldem. Jest znany przede wszystkim jako twórca równania Tafela.
Dziedziną naukowych zainteresowań Tafela była początkowo chemia organiczna. Prowadził, w słabo wentylowanym laboratorium, badania toksycznych związków, np. strychniny, puryny i innych amin, co spowodowało problemy zdrowotne. Zajął się wówczas w większym stopniu zagadnieniami z dziedziny fizyki i elektrochemii. W roku 1898 opracował elektrochemiczną metodę redukcji strychniny na katodzie ołowiowej, co było nowością.
Cierpiał na bezsenność, co doprowadziło do załamania nerwowego. Popełnił samobójstwo.